# 楊琦
楊琦（?—?），字公挺，一作公偉、公綽、子奇，名或作楊奇，弘農郡華陰县人，东汉末期政治人物。

## 生平
汉灵帝时楊琦担任侍中。汉灵帝问楊琦：“朕比汉桓帝如何？”楊琦回答：“陛下之于桓帝，就有如舜之於堯。”汉灵帝不高兴，讽刺他说：「你的脖子太硬了，真是楊震的子孫，死了之後一定會再引來大鳥的。」於是让他出任汝南郡太守。汉灵帝去世後，回到中央汉献帝任命他为侍中、衛尉，董卓主導遷都長安，楊琦随行。
興平二年（195年），李傕胁迫献帝，离开宮殿来到自己的大营。待遇很差，朝臣饥苦。献帝请求李傕给左右朝臣米五斛、牛骨五具。李傕只给他们臭不可食的腐牛骨。献帝大怒，楊琦上封事奉献帝，请求皇帝忍耐李傕，献帝采纳。
楊琦、鍾繇一起劝说李傕部曲将軍宋曄、楊昂反叛李傕。献帝趁机离开長安，郭汜率兵包围汉献帝。楊琦同僚侍中劉艾大呼：“是天子也。”使侍中杨琦高举车帷。献帝脱离困境。献帝後在曹操的庇護下遷都許县，想起楊琦的功績，封楊琦的儿子楊亮为陽成亭侯。
小説《三国演义》描写杨琦密奏汉献帝：“臣观贾诩虽为李傕心腹，然实未尝忘君，陛下当与谋之。”

## 家族
曾祖父楊震（或作高祖父），祖父楊牧字孟信（楊震長子），父楊統，子楊亮， 孙杨孕，曾孙杨渠，玄孙北平太守杨铉。